# Parque nacional de Singalila
El parque nacional de Singalila es un parque nacional de la India, situado dentro del estado de Bengala Occidental. Se ubica en la cordillera Singalila. Es conocido por la ruta de senderismo a Sandakphu que lo atraviesa.

## Flora
Bosques espesos de bambú, roble, magnolia y rododendro entre 2000 y 3600 m s. n. m. cubren la cordillera de Singalila. Hay dos temporadas de florecimiento - una en primavera (marzo y abril) cuando florecen los rododendros, y otro en la estación posterior al monzón (alrededor de octubre), cuando los bosques bajos florecen (Primula, Geranium, Saxifraga, Bistorta, Senecio, Cotoneaster y numerosas orquídeas). Sandakphu es conocida como la "montaña de las plantas venenosas" debido a la gran concentración de lirios cobra del Himalaya (Arisaema) que crecen aquí.
La flora se analizó en 2001.

## Fauna

### Mamíferos
El parque tiene una serie de pequeños mamíferos incluyendo el panda rojo, gato de Bengala, muntíaco, marta de garganta amarilla, jabalí, pangolín y picas. Grandes mamíferos incluyen oso tibetano, leopardo, pantera nebulosa, seraus y takín. Los tigres ocasionalmente vagabundean entrando a la zona, pero no tienen una suficiente base de presas para que pudieran residir en estos bosques.

### Aves
El parque es un centro de interés para ornitólogos con más de 120 especies documentadas incluyendo muchas raras y exóticas como el minivete rojo, faisán Kálij, faisán ensangrentado, tragopán satir, picoloros unicolor y leonado, pinzón nuquigualdo, y timalíidos como el timalí melero y fulveta dorada. El parque es una etapa en la ruta de las aves migratorias.

### Reptiles y anfibios
El Tylototriton verrucosus, especie en peligro, frecuenta la región y congrega alrededor de los lagos de Jore Pokhri y Sukhiapokhri y otros cercanos para reproducirse. Jore Pokhri y Sukhiapokhri están dentro de los 20 km de los límites del parque y son santuarios de animales protegidos.